# Possenhofen

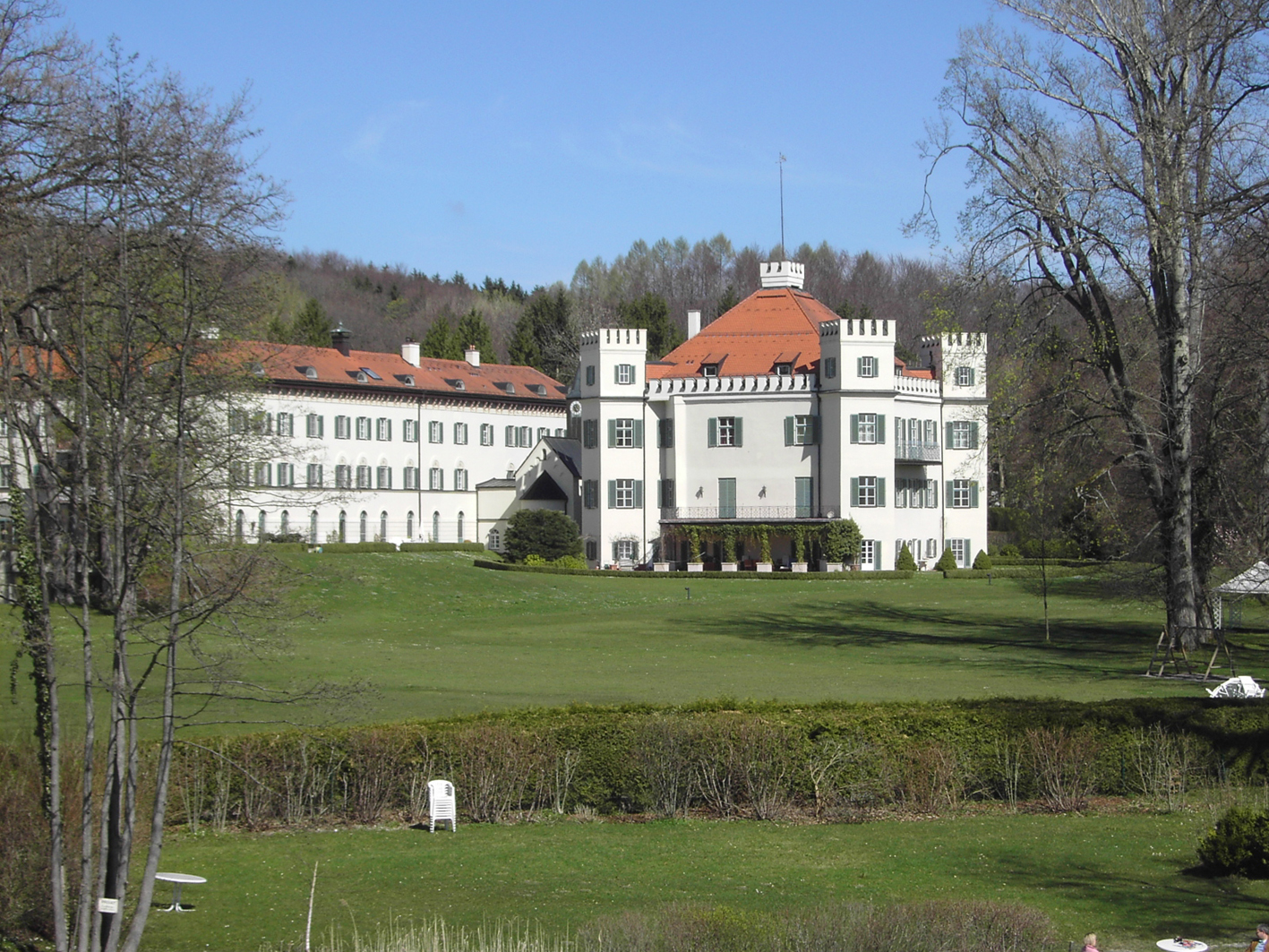
O castelo de Possenhofen

Passenhofen é um bairro do município alemão Pöcking, localizado no distrito de Starnberg, na região administrativa de Oberbayern, estado de Baviera. 
A antiga aldeia, mencionada pelo primeira vez em 1281 e situado na costa oeste do lago Starnberger (em alemão Starnberger See), conta hoje com cerca de 380 habitantes. 
Em 1536 foi construido o Castelo de Possenhofen por Jakob Rosenbusch.
A Imperatriz da Áustria e rainha da Hungria Isabel da Áustria (1837 — 1898) passou a juventude em Possenhofen.